# 桂子湖站
桂子湖站位于中华人民共和国湖北省武汉市汉南区武汉经济技术开发区，是武汉地铁16号线的地铁车站。

## 车站结构
桂子湖站沿汉洪高速公路东西走向，设置于汉洪高速公路与碧桂园至江汉山色之间的地块内。车站主体为路侧高架三层侧式站台车站。车站周边主要为碧桂园翠堤春晓住宅小区、浅月湾映翠湾别墅区。车站主体长约170.9m，标准段宽度为23.1m，主体建筑高度约为20.54米。设置三个出入口。

### 车站出口
|                                                 |            |      |  |
| 出口編號                                        | 設施       | 照片 |  |
| A                                               |            |      |  |
| B                                               | （未开放） |      |  |
| C                                               |            |      |  |
| 注： 設有升降機 \| 設有輪椅升降台 \| 設有洗手間 |            |      |  |

## 邻近地区
碧桂园翠堤春晓住宅小区、浅月湾映翠湾别墅区。

### 内部链接
- 武汉地铁车站列表